# Paul van Asbroeck
Paul van Asbroeck (* 1. Mai 1874 in Schaarbeek; † 20. April 1959 ebenda) war ein belgischer Sportschütze.

## Erfolge
Paul van Asbroeck nahm an fünf Olympischen Spielen teil. 1900 in Paris gewann er im Dreistellungskampf mit dem Armeegewehr die Bronzemedaille hinter Emil Kellenberger und Anders Peter Nielsen. Im knienden und im stehenden Anschlag verpasste er jeweils als Vierter knapp einen weiteren Medaillengewinn. Lediglich ein Punkt fehlte ihm in der Stehend-Position für die Bronzemedaille. Bei den Olympischen Spielen 1908 in London wurde er Olympiasieger im Einzelwettbewerb mit der Freien Pistole und sicherte sich darüber hinaus im Mannschaftswettbewerb mit Réginald Storms, Charles Paumier du Verger und René Englebert die Silbermedaille. Mit 1863 Punkten behaupteten sich die Belgier vor der britischen Mannschaft, während die US-amerikanische Mannschaft den Wettbewerb gewann. Van Asbroeck war dabei mit 493 Punkten der beste Schütze der Mannschaft. 1920 blieb er in Antwerpen trotz Teilnahmen in zehn Wettbewerben ebenso ohne Medaillengewinn wie 1924 in Paris und 1936 in Berlin.
Bei Weltmeisterschaften gewann van Asbroeck zwischen 1900 und 1930 insgesamt 35 Medaillen, davon 17 mit dem Gewehr und 18 mit der Pistole. 14 seiner 15 Weltmeistertitel gewann er mit der Freien Pistole, davon acht im Einzel und sechs mit der Mannschaft. Außerdem wurde er 1905 in Brüssel im stehenden Anschlag mit dem Freien Gewehr Weltmeister. Neben seinen 15 Goldmedaillen gewann er acht Silber- und zwölf Bronzemedaillen.